# Zenonas Puzinauskas
Zenonas Puzinauskas, né le 4 mars 1920, à Kaunas, en République socialiste soviétique de Lituanie et mort le 16 juillet 1995, est un ancien joueur de basket-ball lituanien.

## Palmarès
- Champion d'Europe 1937
- Champion d'Europe 1939